# Lutzomyia trichopyga
Lutzomyia trichopyga är en tvåvingeart som först beskrevs av Floch H., Abonnenc E. 1945.  Lutzomyia trichopyga ingår i släktet Lutzomyia och familjen fjärilsmyggor. Inga underarter finns listade i Catalogue of Life.